# Dolmen de Ses Roques Llises
El dolmen de Ses Roques Llises o sepulcre megalític de Ses Roques Llises (Alaior - Menorca), és un dolmen o sepulcre megalític que es troba al sud del terme municipal d'Alaior, molt a prop del poblat talaiòtic de Torre d'en Galmés i al costat del monument de Na Comerma de Sa Garita.

## Cronologia i estructura
És una tomba col·lectiva construïda entorn dels anys 2100 i 1600 aC entre el final del Calcolític i l'inici de l'edat del bronze. Formada per una cambra funerària rectangular en forma de capsa i construïda en sis grans lloses de pedra vertical i un estret i baix corredor davant la façana, del que només se'n conserva una pedra. S'hi accedia per una llosa perforada en obertura de tendència circular. Tenia tres lloses que el cobrien, les quals es poden veure caigudes a l'interior. Originalment tot aquest edifici estaria cobert per un túmul de terra i pedres del que encara s'observa part de la base a la seva banda occidental.

## Intervencions arqueològiques
Va ser objecte d'una excavació arqueològica el 1974 sota la direcció de Guillem Rosselló Bordoy i Lluís Plantalamor Massanet. El monument es trobava totalment cobert de vegetació però l'estructura estava en bon estat de conservació. Malauradament els materials arqueològics referents a l'aixovar funerari i les restes humanes de l'interior estaven en molt mal estat a causa dels agents ambientals, especialment la humitat i les arrels dels arbres i mates. Així i tot es van poder localitzar algunes restes òssies humanes, molt degradades, i que no donaren pràcticament cap informació. L'aixovar estava compost per un braçal d'arquer, una punta de javelina o punyal de coure, un botó d'os piramidal i diverses peces ceràmiques.

## Bibliografia

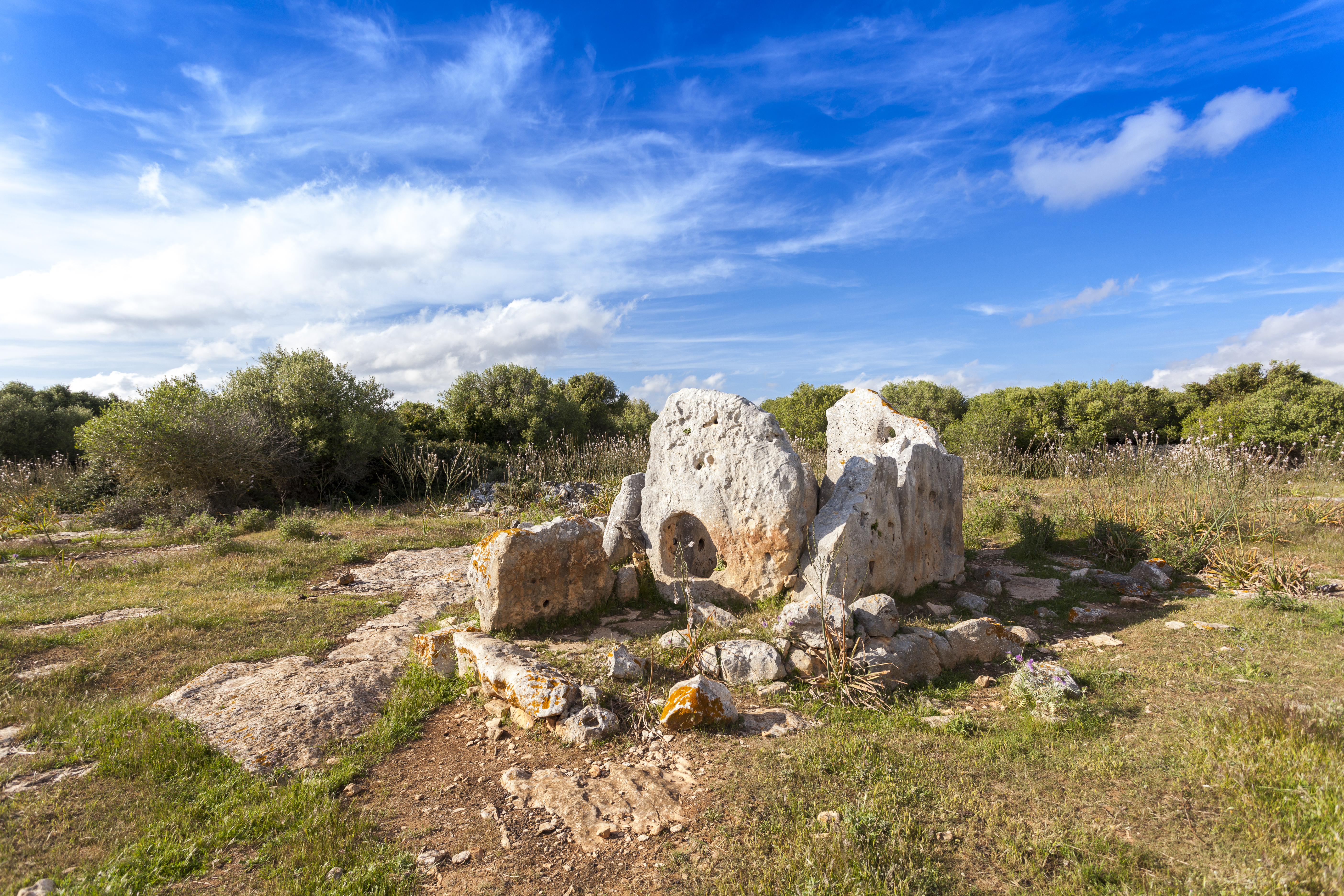
Sepulcre de Ses Roques Llises